# Bulbostylis densa
Espèce
Synonymes
- Bulbostylis densa (Wall.) Hand.-Mazz. (préféré par NCBI)[2]
- Abildgaardia densa (Wall.) Lye[1]
- Bulbostylis capillaris f. densus (Wall.) C.B.Clarke[1]
- Bulbostylis densa subsp. densa[1]
- Bulbostylis densa[2]
- Bulbostylis tenuissima Nakai[1]
- Fimbristylis capillacea Hochst. ex Steud.[1]
- Fimbristylis densa (Wall.) T.Koyama & T.I.Chuang[1]
- Fimbristylis trifida (Nees) Trin.[1]
- Isolepis densa (Wall.) Schult.[1]
- Isolepis tenuissima D.Don[1]
- Scirpus densus Wall.[1] [3]
- Stenophyllus capillaris var. densus (Wall.) H.Pfeiff.[1]
- Stenophyllus densus f. trifidus (Wall.) H. Pfeiff.[1]

Statut de conservation UICN

 LC  : Préoccupation mineure
Bulbostylis densa (Wall.) Hand.-Mazz. est une espèce de plantes à fleurs du genre Bulbostylis de la famille des Cyperaceae. C'est une plante tropicale présente en Asie et en Afrique.

## Habitat et distribution
Bulbostylis densa pousse principalement dans les zones humides, mais également dans les zones sablonneuses sèches, aussi bien sur terre que dans les eaux fraîches. On la retrouve dans plusieurs pays, notamment : Tchad, Éthiopie, Guinée, Inde, Sri Lanka, Soudan, Taiwan, Tanzanie, Nigeria, Thaïlande, Viêt Nam, Malaisie, Myanmar, Sénégal.
Pour l'UICN, la situation de cette espèce n'est pas préoccupante.
Cependant la sous-espèce Bulbostylis densa var. cameroonensis S.S. Hooper, endémique du Cameroun, y est considérée comme menacée. 

## Liste des variétés et sous-espèces
Selon Catalogue of Life (17 octobre 2017) :
- sous-espèce Bulbostylis densa subsp. afromontana
- sous-espèce Bulbostylis densa subsp. densa
- variété Bulbostylis densa var. cameroonensis
- variété Bulbostylis densa var. capitata

Selon The Plant List (17 octobre 2017) :
- sous-espèce Bulbostylis densa subsp. afromontana (Lye) R.W.Haines
- variété Bulbostylis densa var. capitata (Miq.) Ohwi

Selon Tropicos (17 octobre 2017) (Attention liste brute contenant possiblement des synonymes) :
- sous-espèce Bulbostylis densa subsp. afromontana (Lye) R.W. Haines
- sous-espèce Bulbostylis densa subsp. densa
- variété Bulbostylis densa var. cameroonensis S.S. Hooper
- variété Bulbostylis densa var. capitata (Miq.) Ohwi
- variété Bulbostylis densa var. densa